# Direction générale de l'armement
O Direction générale de l’armement (DGA), que pode ser traduzido para "Direção-Geral de Armamento", é a agência de aquisições de defesa do governo francês responsável pela gestão do programa de desenvolvimento e aquisição de sistemas de armas para o exército francês.